# Pusztaradvány
Pusztaradvány is een plaats (község) en gemeente in het Hongaarse comitaat Borsod-Abaúj-Zemplén. Pusztaradvány telt 216 inwoners (2001).